# 크리스틴 비가드

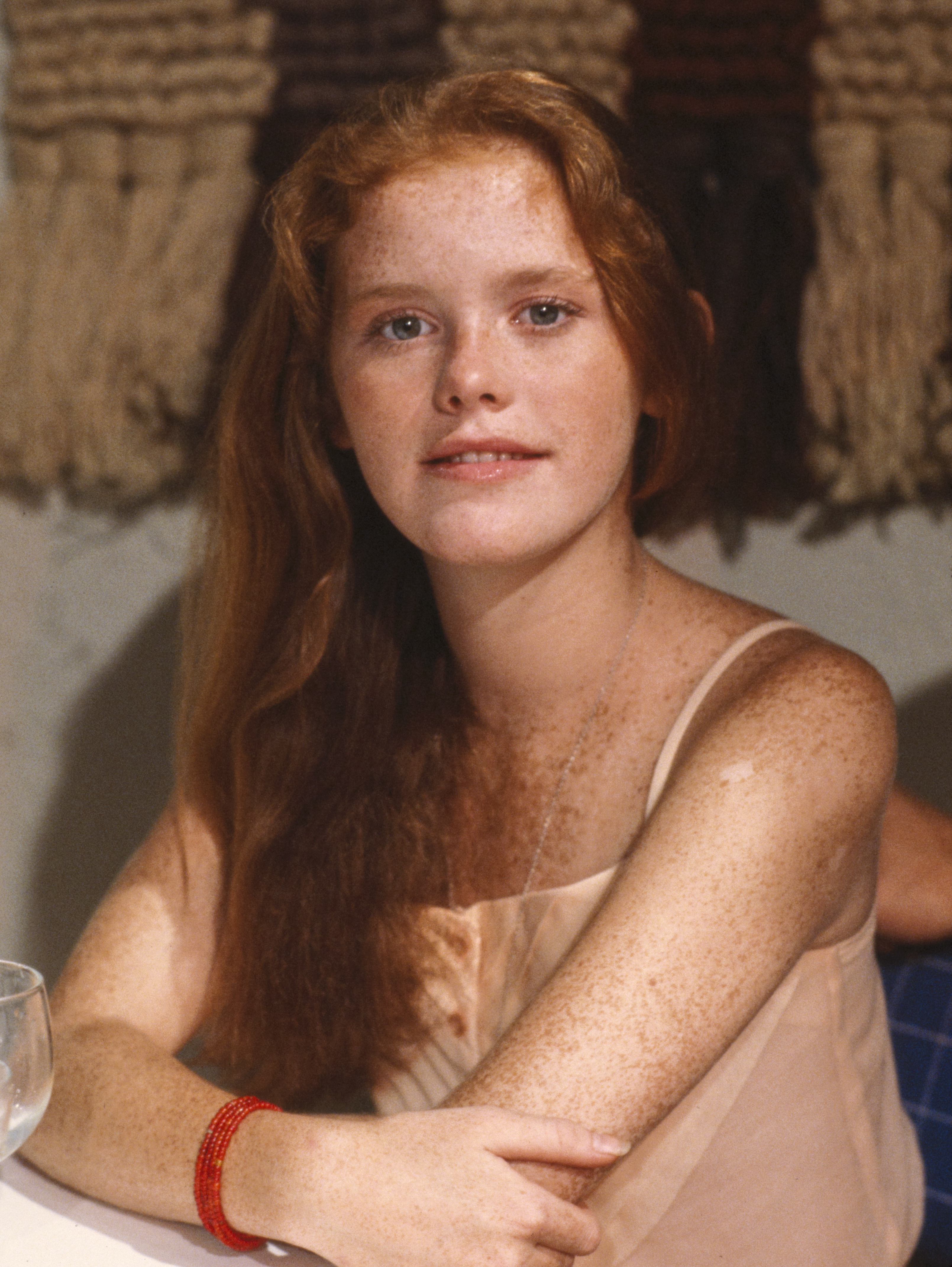

크리스틴 비가드(Kristen Vigard, 1963년 5월 15일 ~ )는 미국의 배우, 가수, 텔레비전 배우, 영화배우이다. 세인트폴에서 태어났다.

## 영화
- 라이센스 투 킬 (1984년)
- 생존자 (1983년)
- 검은 종마 (1979년)
- 홈 투 스테이 (1978년)
- 원 라이프 투 리브 (1968년)